# クサネム
クサネム（草合歓、学名: Aeschynomene indica）は、マメ科クサネム属の1年草。水田などに生える雑草。

## 分布
アジア、オーストラリア、アフリカに分布する。日本では北海道から九州までの全国に広くみられる。

## 特徴
草丈は50-100cmほどで、水田や河川敷などに生育する。葉は羽状複葉で、和名も葉がネムノキに似ていることに由来する。7-10月に薄黄色の蝶形花を咲かせる。
キタキチョウの幼虫の食草となっているため、成虫の姿もよく見られる。
水田に生育し種子の大きさや形状が籾と似ているため、稲作において機械による収穫を行う場合には、選別しきれずに混入し品質を低下させる雑草害を引き起こすことがある。
なお近縁種にエダウチクサネムがあり、沖縄県に帰化している。

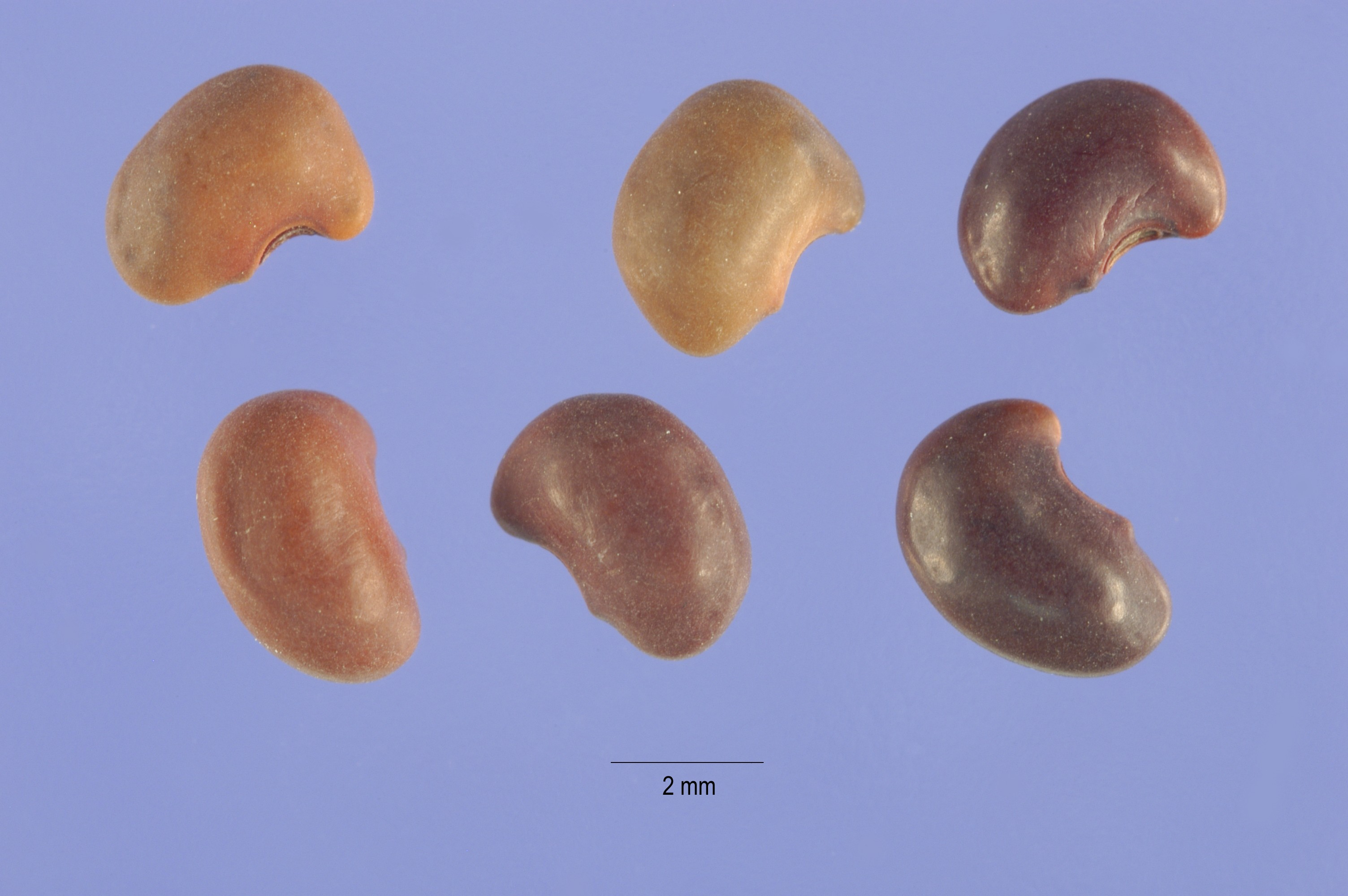
種子